# Приишимское (Северо-Казахстанская область)
Приишимское́ (каз. Приишимское) — исчезнувшее село в районе имени Габита Мусрепова Северо-Казахстанской области Казахстана. Входило в состав Червонного сельского округа. Упразднено в 2000-е годы.

## Население
По переписи 1989 г. в селе проживало 27 человек. Национальный состав: немцы — 22 %, русские — 33 %. По данным переписи 1999 года в селе постоянное население отсутствовало.